# PASCII
PASCII (Perso-Arabic Standard for Information Interchange) は、文字コードに関するインドの国家規格のひとつで、ウルドゥー語、シンド語、カシミール語のためのアラビア文字による書記系の符号化を定めている。